# Rubén Olmo
Rubén Olmo Leal (* 15. Februar 1980 in Sevilla) ist ein spanischer Flamenco-Tänzer und Choreograf. Seit September 2019 ist er Leiter des Ballet Nacional de España.

## Leben

### Ausbildung und frühe Karriere
Im Alter von 9 Jahren trat Rubén Olmo in das Conservatorio de Danza von Sevilla ein, um sich in spanischem Tanz und klassischem Tanz unterrichten zu lassen. Er erhielt eine umfassende Ausbildung und lernte bei erstklassigen Meisterinnen und Meistern, darunter Manolo Marín, Manolete, El Güito, Mario Maya, José Granero, Javier Latorre, Antonio Canales, Teresa Nieto, Rosa Naranjo und Aída Gómez. 1994 nahm er an der ersten Choreografie-Werkstatt der Compañía Andaluza de Danza unter Leitung von Javier Barón teil.
1997 wurde er in Aída Gomez’ Compañía de Danza Española aufgenommen und tanzte als Solotänzer in Estamos solos. Ein Jahr später tanzte er im Teatro de la Zarzuela in El barberillo de Lavapiés zur Choreografie von Ramón Oller. 1998 wechselte er zum Ballet Nacional de España. Dort tanzte er im Stück Luz de alma von Javier Latorre in der Rolle des Ersten Tänzers. In La Celestina tanzte er zur Choreografie von Ramón Oller unter der Regie von Adolfo Marsillach die Rolle des Calixto. Weitere Produktionen des Ballet Nacional, an denen er als Erster Solotänzer teilnahm, waren unter anderem Poeta von Javier Latorre, Carmen in der Choreografie von José Antonio, Oripando von Israel Galván, Grito von Antonio Canales und Ritmos von Alberto Lorca.
2002 verließ er das Ballet Nacional. Als Tänzer und Repetitor nahm er an Eva Yerbabuenas Produktion La voz del silencio teil. Anschließend tanzte er in Ramón Ollers Kompanie Metros. In deren Fassung von Carmen tanzte Rubén Olmo die Rolle des Escamillo. Ebenfalls bei Metros nahm er an der Aufführung Dalí teil. 2003 begann er seine Karriere als Choreograf mit einer Vorstellung beim Certamen de Danza Española y Flamenco in Madrid: Mit Érase una vez que era gewann er den dritten Preis. 2004 nahm er an Javier Latorres Choreografie Los Tarantos unter der Regie von Emilio Hernández als Solotänzer und Repetitor teil. Ein Jahr später schloss er sich der Kompanie von Rafael Amargo an. Dort wirkte er als Erster Solotänzer, Repetitor und Assistent der choreografischen Direktion an den Produktionen Poeta en Nueva York, El amor brujo, D.Q. Pasajero en tránsito und Enramblao mit.

### Choreograf und Führungspersönlichkeit
2006, nun mit einer eigenen Kompanie, stellte er in Madrid Belmonte, da danza hecha toreo vor. Das Stück ist eine Hommage an den Torero Juan Belmonte. Es erzählt dessen Leben von der Zeit, als er 14 Jahre alt war, bis zum Rückzug aus der Arena 1935 und zu seinem Suizid 1962. Einen Schwerpunkt setzt das Stück auf Belmontes freundschaftliche Rivalität zu Joselito. Belmontes Schmerz über den Tod des Freundes in der Arena schilderte Rubén Olmo in einer Farruca. Neben solchen Momenten der Tragik ist das Stück auch reich an festlichen und humorvollen Momenten. Dies spiegelt sich in einer Fülle an Szenerien und musikalischen Stilarten wider: Flamencostrophen, orientalische Melodien, Barockmusik, Varieté-Couplets wechseln in bunter Folge.
2007 schuf Rubén Olmo mit Pinocchio ein Stück für Kinder. Gleichzeitig ist es eine Hommage an seinen eigenen Vater, der wie die Person Antonio in der Erzählung Schreinermeister war. Obwohl es sich an Kinder richtet, bleibt es nicht an der Oberfläche haften, sondern

„nos habla de las consecuencias de nuestros actos, de lo inapelable de las decisiones tomadas, de la responsabilidad y el precio de la libertad de elección.“

„erzählt uns von den Folgen unseres Handelns, von der Unwiderruflichkeit getroffener Entscheidungen, von Verantwortung und vom Preis der Wahlfreiheit.“

Für die tänzerische Inszenierung modifizierte Rubén Olmo gemeinsam David Tejedor und Orial Subirana den Originaltext von Carlo Collodi. Die Fee tritt in der Mehrzahl auf; in einer Szene verwandeln sich die Feen in einen Chor des klassischen griechischen Theaters. Füchsin und Kater sind jeweils doppelt besetzt. Die Hauptrolle des Pinocchio tanzte Rubén Olmo selbst. Wie Belmonte zeichnet sich auch Pinocchio durch einen großen Reichtum musikalischer und tänzerischer Formen aus.
Neben diesen Werken für die eigene Kompanie arbeitete Rubén Olmo auch mit Aída Gómez zusammen und schuf Choreografien für ihre Vorstellung Permíteme bailarte. Antonio Najarro unterstützte er mit Choreografien für dessen Aufführung Jazzing flamenco.
2011 bis 2013 leitete Rubén Olmo als Nachfolger von Cristina Hoyos das Ballet Flamenco de Andalucía. 2012, zum Festival von Jerez, brachte er mit dieser Kompanie sein Werk Metáfora auf die Bühne. Damit öffnete er das Repertoire des Ensembles, das sich bis dahin ausschließlich auf Flamenco konzentriert hatte. Der erste Teil konzentrierte sich tatsächlich auf den klassischen Flamenco; die Alegrías in diesem Teil erwiesen speziell Matilde Coral und dem sevillanischen Stil ihre Reverenz. Im zweiten Teil hingegen kamen auch die Escuela bolera und klassischer Tanz zum Zuge. Als eingeladene Künstlerinnen konnte Rubén Olmo Pastora Galván und Rocío Molina gewinnen. Die Musik, die im Flamenco-Theater oft auf bekannte Komponisten wie Enrique Granados, Manuel de Falla und Isaac Albéniz zurückgreift, ließ Rubén Olmo von Agustín Diassera und Jesús Cayuela eigens neu komponieren.
Mit seinem zweiten Werk für das Ballet Flamenco de Andalucía griff Rubén Olmo 2012 erneut die tragische Geschichte eines Stierkämpfers auf: Der Schriftsteller und Torero Ignacio Sánchez Mejías kam 1934 ums Leben, als er sich nach jahrelanger Kampfpause erneut in die Arena wagte. Im Gedicht Llanto por Ignacio Sánchez Mejías verarbeitete der Dichter Federico García Lorca seine Trauer um den Tod seines Freundes, des Toreros. Gemeinsam mit Antonio Canales als Gaststar setzte Rubén Olmo die Geschichte der Freundschaft zwischen dem Poeten und dem Torero in Szene. Dabei orientierte er sich an Lorcas Gedicht, dessen Titel er auch als Titel seiner Inszenierung wählte.
2013 leitete er das Encuentro Internacional de Coreografía y Danza in Jerez, primär eine Zusammenkunft von Professionellen der Tanzszene, jedoch auch mit einigen Vorstellungen für das Publikum.
Beim Festival von Jerez 2016 führte er im Innenhof des archäologischen Museums sein Werk Arquitectura de luz y sombras auf.
2018 präsentierte er Horas contigo beim Festival Flamenco Madrid. Das Stück spannt einen weiten Bogen von keltischen Tänzen, begleitet vom Dudelsack, über die Sonaten von Padre Soler und die Musik von Erik Satie bis hin zum zeitgenössischen Tanz und zum Flamenco. Die künstlerische Leitung teilte sich Rubén Olmo mit Israel Galván, dessen persönlicher Stil in den avantgardistischen Teilen der Vorstellung zum Ausdruck kommt. Im selben Jahr inszenierte er in kleiner Besetzung, gemeinsam mit dem Tänzer Eduardo Leal, dem Pianisten Alejandro Cruz, dem Gitarristen Pitín hijo, dem Perkussionisten Chupete und dem Sänger José Luis García einen musikalisch-tänzerischen Abend mit dem Titel Altano.
Bei der Biennale von Sevilla im selben Jahr trat er in Rafaela Carrascos Vorstellung El salón de baile auf.
Beim Festival von Jerez von 2019 brachte Rubén Olmo erneut Horas contigo zur Aufführung. Ferner unterstützte er beim selben Anlass auch Úrsula López mit Choreografien zu ihrer Inszenierung Naturalmente Flamenco. Erneut griff er in diesem Jahr ein Drama aus dem Stierkampf auf: 2010 war der Torero José Tomás in der Arena im mexikanischen Aguascalientes vom Stier Navegante auf die Hörner genommen und lebensgefährlich verletzt worden. In seinem gemeinsam mit Mario Vargas Llosa verfassten Buch Diálogo con Navegante verarbeitete José Tomás dieses Erlebnis. Für das Festival von Málaga setzte Rubén Olmo in Zusammenarbeit mit Antonio Canales den fiktiven Dialog des Toreros mit dem Stier tänzerisch in Szene.

### Leiter des Ballet Nacional
Im selben Jahr wurde Rubén Olmo als neuer Direktor des Ballet Nacional de España nominiert. Im September 2019 trat er die Nachfolge des bisherigen Direktors Antonio Najarro an.
Die erste Inszenierung unter seiner Leitung, Invocación bolera, ist Anfang März 2020 als Abschluss-Aufführung des Festivals von Jerez vorgesehen. Ein Stück aus dieser Suite, Jauleña, ist eine Choreografie von Rubén Olmo selbst, mit der er 2019 den Preis der Kritik beim Festival von Jerez gewann. Das zweite Stück, Eterna Iberia, ist eine Choreografie von Antonio Najarro. Der dritte Teil, De lo flamenco, soll als Hommage an den 2008 verstorbenen Mario Maya erinnern.

### Lehrtätigkeit
2005 unterstützte Rubén Olmo die Teilnehmenden an Operación Triunfo mit einem Training in Körpersprache. Seit mehr als 10 Jahren lehrt er spanischen Tanz am Centro Andaluz de Danza.
Bei großen Festivals gab er gelegentlich Lehrgänge:
- Flamenco-Lehrgang für professionelle Tänzerinnen und Tänzer anderer Gattungen beim Flamenco-Festival in London 2013, gemeinsam mit Olga Pericet.[25]

- Meisterkurs für Seguiriyas und Bulerías beim Festival der Gitarre von Córdoba 2015.[26]

## Auszeichnungen
- 2008 Premio Pilar López der Stadt Madrid für Pinocchio.[6]
- 2010 Giraldillo der Biennale von Sevilla für die beste Choreografie.[27]
- 2015 Premio Nacional de Danza.[28][29]
- 2019 Preis der Kritik beim Festival von Jerez.[7]